# روبرت بيكر (سياسي)
روبرت بيكر (بالإنجليزية: Robert Baker)‏ هو سياسي أمريكي، ولد في 1 أبريل 1862 في المملكة المتحدة، وتوفي في 15 يونيو 1943 ببروكلين في الولايات المتحدة. حزبياً، نشط في الحزب الديمقراطي. انتخب عضو مجلس النواب الأمريكي.